# EXL 100
L’EXL 100 de la société française Exelvision, détenue en majorité par la CGCT, est un ordinateur à base de microprocesseur TMS7020
, de Texas Instruments ce qui était original, la quasi-totalité des ordinateurs familiaux de l'époque étant équipés de microprocesseurs de la série 6502 de MOS Technology ou du Zilog Z80.
Il est sorti en 1984 et a fait partie du plan informatique pour tous.

## Description
Le design est assez novateur et les concepteurs ont fait des choix originaux. Il possède une unité centrale séparée, chose rare à l'époque pour un ordinateur familial. Deux claviers sont disponibles : un à gomme et un clavier "pro" au toucher plus agréable. Claviers et joystick n'étaient pas reliés à l'unité centrale par un fil mais par liaison infrarouge, et sont donc alimentés par des piles.
De nombreuses extensions existaient : modem, lecteur de disquettes, RAM CMOS de 16 Ko alimentée par une pile au lithium intégrée.
Son processeur sonore, c'est aussi une particularité, était capable de synthèse vocale.
L'émulateur DCExel permet une émulation de bonne qualité de cette machine.
EXL 100 était programmable en Basic.

## Spécifications
- Prix public 1984 : 3 190 F
- Prix public 1985 : 2 690 F
- Microprocesseur : TMS 7020 à 4.91 Mhz (divisé par 2)
- Entrées/Sorties : TMS 7041
- Processeur graphique : VDP TMS 3556
- Mémoire: RAM 34 ko (SRAM 2 Ko + 32 Ko VRAM partagée), ROM 32 ko
- Son : TMS 5220 (synthétiseur vocal en français)
- Ports : Prise DIN 5 broches pour lecteur de cassettes, port cartouches ROM, 2 connecteurs d'extension, infrarouge pour clavier/joystick
- Clavier : à infrarouge sans fil. AZERTY, 61 touches en gomme
- Unité de stockage : port cartouche, cassettes, lecteur de disquettes en option
- S.E. : spécifique (en ROM extension disquette)
- Affichage : mode texte 40 x 25 caractères, mode graphique 320 x 250 pixels
- Sortie vidéo : DB15 vers câble Péritel (SECAM)
- Cartouches : ExelBasic, jeux, etc.
- Musique : le logiciel Exeldrum était un logiciel de boîte à rythme programmable très complet pour l'époque.
- Modem : l'exelmodem était un modem que l'on pouvait mettre dans le spot arrière de l'unité centrale. Il permettait d'accéder aux réseau minitel.
- Dimensions : 40 x 30 x 7 cm
- Alimentation électrique : 220V intégrée
- Variantes : Exeltel est sorti en 1986, version avec un modem V23 intégré